# Eotetranychus quercifoliae
Eotetranychus quercifoliae är en spindeldjursart som beskrevs av Ehara och Toshikazu Gotoh 1997. Eotetranychus quercifoliae ingår i släktet Eotetranychus och familjen Tetranychidae. Inga underarter finns listade i Catalogue of Life.